# Podróż apostolska Pawła VI do Szwajcarii
7. podróż apostolska papieża Pawła VI odbyła się 10 czerwca 1969 roku. Papież Paweł VI odwiedził wówczas Genewę.
Przebieg wizyty:
- spotkanie z prezydentem Szwajcarii, R. Bonvinem
- uczestnictwo w obchodach 50-lecia Międzynarodowej Organizacji Pracy
- spotkanie w siedzibie ONZ
- przemówienie do pracowników ILO
- do władz kraju, kantonu oraz miasta
- wizyta w siedzibie Ekumenicznej Rady Kościołów
- msza w Parc de la Grange
- przemowa do uczniów seminarium
- spotkanie z osobami świeckimi i duchowieństwem
- apel do cesarza Etiopii, Hajle Syllasje I